# Острів Пінгвінів
Острів Пінгвінів — безлюдний острів у субантарктичному архіпелазі Крозе на півдні Індійського океану. Маючи площу всього 3 км 2 (1 квадратна миля), це один з менших островів групи. В адміністративному відношенні він є частиною Французьких Південних і Антарктичних Територій (ФПАТ). Це важливе місце гніздування морських птахів .

## Історія
Відкриття острова приписують французькому мореплавцю Марку-Жозефу Маріон дю Френу , яка  в 1772 році назвала його «Недоступним островом» , але Героїн вперше офіційно повідомив про це в 1837 році.
Це в ніч з 8 на 9 березня 1887 року, що трищогловий човен Tamaris компанії Compagnie Bordes, який прямував з Бордо в Нумеа, врізався в риф на острові і затонув. Його екіпаж із 13 матросів під командуванням капітана Маджу розмістився на двох гребних човнах і попрямував до острова Свиней, за 40 км на північ.

## Географія
Острів лежить на західній околиці архіпелагу, з яких це найпівденніший острів, приблизно в 30 км на південний схід від острова Свиней і в 95 км на захід-південний захід від острова Посесьон . Він невеликий, сильно розмитий морем, крутий, довжиною 4 км і шириною 1 км.
Його навколишні прибережні скелі коливаються від 50 м до 300 м у висоту, що робить його практично недоступним з моря і рідко відвідуваним. Він не містить інтродукованих видів, тому має відносно незайману біоту порівняно з іншими островами архіпелагу.

## Важливий район для птахів
На острові гніздиться щонайменше 29 видів птахів, який був визначений BirdLife International як територія важливого для птахів (IBA). Він має надзвичайно високу щільність морських птахів, включаючи мільйон пар макаронних пінгвінів, 300 пар чорнобривих альбатросів, чотири пари альбатросів Сальвіна (для яких це єдине місце розмноження в Індійському океані) і 30 пар світлого покриті альбатросом, а також кілька тисяч пар середньоклювих пріонів і білокорих буревісників.
Інші птахи, які гніздуються у відносно великій кількості, включають мандрівних, сажистих, сіроголових та індійських жовтоносих альбатросов, північних гігантських буревісників, синіх і кергеленських буревісників і звичайних пірнаючих буревісників. Інші острівні заводчики в меншій кількості — це Кергеленські крячки і блакитноокі махорки Крозе.